# ۸۱۱ (خورشیدی)
۸۱۱ هشتصد و یازدهمین سال هجری خورشیدی است.